# Meiogyne virgata
Meiogyne virgata är en kirimojaväxtart som först beskrevs av Carl Ludwig von Blume och som fick sitt nu gällande namn av Friedrich Anton Wilhelm Miquel.
Meiogyne virgata ingår i släktet Meiogyne och familjen kirimojaväxter. Inga underarter finns listade i Catalogue of Life.